# سعد السيلاوي
سعد السيلاوي (توفي في 1 سبتمبر 2018) هو إعلامي أردني، عملَ مديرًا لمكتب قناة العربية في عمان مُنذ انطلاقتها وحتى إصابته بسرطان الحنجرة عام 2012، هو والد الممثلة الأردنية ركين سعد.
بدأ سعد السيلاوي عملهُ قبل 27 عامًا مع تأسيس مركز تلفزيون الشرق الأوسط، وكان قد غطى عشرات الأحداث في العالم العربي.

## وفاته
توفي يوم السبت 1 سبتمبر 2018، عن عمرٍ ناهز 55 عامًا، وذلك بعدَ معاناةٍ مع مرض سرطان الحنجرة.